# Dracaena suffruticosa
Dracaena suffruticosa is een succulente bloeiende plant uit de aspergefamilie die zich kenmerkt door de vrij lange lancetvormige succulente bladeren en weezoet geurende witte bloemen. De soort is ook bekend onder het synoniem Sansevieria suffruticosa.

## Voorkomen en naamgeving
De plant komt voor in Afrika, van Ethiopië tot Malawi. In 2017 deelden Byng en Christhusz na DNA-onderzoek de plant in bij Dracaena.

## Omschrijving
De plant is groenblijvend en vormt een korte stam met dichtopeenstaande harde succulente puntige bladeren en verspreidt zichzelf door ondergronds en soms bovengronds kruipende wortelstokken. De bladeren zijn geaderd grijsgroen. Sommige planten vormen rozetten van bladeren, anderen hebben paarsgewijze bladeren die spiraalvormig groeien. De randen van de bladeren wijzen naar elkaar toe. De tint van de bladeren kan variëren naarmate de plant meer of minder zonlicht krijgt. In een beschaduwde biotoop zal de kleur donkerder groen van tint zijn.
De bloemwijze is in de vorm van aren die langer kunnen worden dan het blad waaruit ze ontspruiten aan de basis. De bloemsteel is wit. De witte tot geelwitte bloemetjes vormen zich langs de stengel in bosjes. In de avond en nacht verspreiden de bloemen een weezoete geur.

## Vermeerdering
De plant wordt vermeerderd via bladstekken te bewortelen in een zanderige stekgrond of door het scheuren van de wortelstokken.

## Variëteiten en cultivars
De plant kent enkele natuurlijk ontstane variëteiten en cultivars die zich onderscheiden van het origineel door de tint van de bladeren of ook door een compactere groei. De cultivars zijn ontstaan als ontdekte natuurlijke variatie op een kwekerij.
- D. suffruticia 'Black' - klein blijvende bladeren tegenover elkaar staand
- D. suffruticia 'Black, Stacking-Clone' - klein blijvende bladeren tegenover elkaar staand en roséwit gerand
- D. suffruticia var. ES 20983 - vindplaats Ethiopië in de Sidamo provincie, bladeren tegenover elkaar staand en donkergroen
- D. suffruticia 'Mutomo' - bijna rondgevouwen donkergroene bladeren met horizontale lichtgroene strepen.
- D. suffruticia var ZW K119 - dwergvorm, bladen tegenover elkaar staand. Gevonden door Ziad Al-Witri in Kenia.
- D. suffruticia 'Frosty Spears' - langzaam groeiend met open bladrozetten van cilindervormige bladeren tot 45 centimeter lang met een bleek blauwgroene kleur.[4]
- D. suffruticosa 'Blue Clone' - dunnere smallere bladeren.